# Немчинский, Георгий Борисович
Георгий Борисович Немчинский (при рождении Немец-Немчинский; 1899, Кременчуг, Полтавская губерния — 10 ноября 1941, под Вязьмой) — советский артист эстрады, автор-исполнитель фельетонов, пародий.

## Биография
Родился в Кременчуге в 1899 году. По окончании школы поступил в Нижегородский университет, однако после второго курса ушёл из него, чтобы начать карьеру эстрадного артиста. Впервые вышел на сцену в Кременчуге в 1918 году, взяв себе псевдоним Георгий Немец. Выступал на сценах Киева, Харькова, Одессы, в 1922 году переехал в Петроград. В Петрограде начал выступать под фамилией Немчинский, работал в Свободном театре. Летом 1923 года уехал в Москву, где поступил в московский театр «Эрмитаж».
Работал в жанре фельетона, пародии, буриме, куплета. Был известен как блестящий импровизатор. Много гастролировал, выступал на производственных предприятиях. Сценарии для выступлений готовил сам, часто исполнял номера, основанные на злободневных темах и местных новостях, за что его работа получила характеристику «эстрадной журналистики».
Георгия Немчинского называют создателем новой эстрадной формы — кинофельетона, в котором сочетался визуальный ряд с живым выступлением. Рождение жанра состоялось в 1929 году на сцене Нижегородского мюзик-холла. Первые кинофельетоны создавались ещё до активного использования звукового кино. В исполнении Немчинский использовал игру на контрасте, сопровождая патетический текст легкомысленным видеорядом и наоборот. Над фильмотекой кинофельетонов работал совместно с режиссёром М. Померанцевым и композитором М. Ставицким. В визуальном ряде использовал как «живое кино», так и мультипликацию.
После начала Великой Отечественной войны ушёл добровольцем на фронт. Пропал без вести в конце 1941 года, предположительно погиб в боях под Вязьмой 10 ноября.

## Семья
- Мать — Полина Ефремовна Немец-Немчинская (урождённая Сандомирская, 1882—1951)[3][4];
- Братья[4]:
  - Наум Немчинский (1903—1945), журналист;
  - Изяслав Немчинский (Немец-Немчинский[5][6], 1904—1951), артист и режиссёр цирка (его жена — воздушная гимнастка Раиса Немчинская);
  - Александр Немчинский (Немиц-Немчинский[7], 1917—1995) — советский экономист, литератор, доктор экономических наук, профессор, полковник;
- Племянник — доктор искусствоведения Максимилиан Изяславович Немчинский.

## Работы

### Театральные выступления
- Песенки богемы
- Ариетты Пьеро
- Печальные песенки нашего города
- Электрокаламбуриада (1922)

### Кинофельетоны
- Вокруг света с киноаппаратом (1929)
- Завком под огнём самокритики (1930)
- Азербайджан (1932)
- Москва-Москва (1938)
- Идёт юность (1939)
- Волшебные сказки (1941)